# Josef Krejčí (skladatel)
Josef Krejčí (6. února 1822 Milostín – 19. října 1881 Praha) byl český hudební pedagog a skladatel.

## Život
Narodil se v rodině sedláka Jana Křejčího. Po matce Kateřině (roz. Fischerové) pocházel z hudební rodiny. Počáteční hudební vzdělání získal už na škole v Senomatech. Ve třinácti letech řídil vlastní kapelu. Systematičtější vzdělání získal u varhaníka Františka Chládka, který byl žákem Josefa Segera. Od roku 1837 navštěvoval souběžně učitelský kurz a Varhanickou školu v Praze. Vyučoval hudbu a dále pokračoval v soukromém studiu u Jana Vitáska a Josefa Proksche.
Od roku 1844 byl nejprve varhaníkem a posléze ředitelem kůru v Kostel svatého Františka z Assisi na Starém městě. V letech 1849–1859 působil jako ředitel kůru v bazilice svatého Jakuba Většího. V roce 1858 byl jmenován ředitelem Varhanické školy v Praze. Od roku 1865 působil na Pražské konzervatoři nejprve jako prozatímní a od roku 1866 jako řádný ředitel.
V roce 1879 odešel na zdravotní dovolenou a 18. září 1881 do důchodu. Zemřel 19. října 1881 v Praze. Je pohřben na Olšanských hřbitovech v Praze.

## Dílo
Byl znamenitým varhanním improvizátorem a byl znám i jako vynikající dirigent klasické a zejména chrámové hudby. Založil, a v letech 1848–1849 řídil, první český hudební časopis Caecilie. Publikoval školu hry na varhany (Praktičtí základové nauky o hře na varhany). Své teoretické zkušenosti shrnul v učebnici Praktičtí základové o hře na varhany a v Nauce o harmonii, jejíž první díl byl vydán v roce 1849. Dílo však nedokončil.
Jako skladatel komponoval převážně chrámovou hudbu: mše, oratoria, kantáty, ofertoria, žalmy, sbory a zpěvy s varhanním doprovodem.
Výběr dalších skladeb
- Tři skladby pro varhany op. 1
- Tři slavnostní předehry pro varhany op. 2
- 2 mazurky pro klavír op. 7
- Pět pastýřských předeher pro varhany op. 8
- Sonáta f-moll pro varhany op. 34
- Dva staročeské chorály pro klavír
- Te Deum op. 30
- Koncertní ouvertura op. 40